# Джеральдс, Хьюберт
Хью́берт Дже́ральдс-мла́дший (англ. Hubert Geralds Jr; род. 13 ноября 1964, Нью-Йорк, штат Нью-Йорк) — американский серийный убийца, который в период с 22 декабря 1994 года по 17 июня 1995 года совершил серию из как минимум 5 убийств  женщин на территории района под названием «Энглвуд» в городе Чикаго, благодаря чему он получил прозвище «Энглвудский душитель». Большинство из жертв Джеральдса были замечены в занятии проституцией и страдали наркотической зависимостью. Случай Джеральдса примечателен тем,  что в тот период в районе Энглвуд было убито несколько десятков девушек и женщин, в совершении убийств которых были осуждены впоследствии сразу несколько человек. За убийство одной из женщин, которое в действительности убил Джеральдс -  в результате судебной ошибки был ранее осужден другой человек, сам же Хьюберт Джеральдс после своего разоблачения признался в совершении убийства женщины по имени Ронда Кинг, которую в действительности он не убивал, но был осужден за ее убийство. Впоследствии виновным в этом преступлении был признан другой серийный убийца Андре Кроуфорд, который действовал в это же время на территории района.

## Биография
Хьюберт Джеральдс-младший родился 13 ноября 1964 года на территории города Нью-Йорк. Детство и юность он провел на территории боро Статен-Айленд. Уже в раннем детстве у Джеральдса были выявлены признаки умственной отсталости. Он посещал среднюю школу «Intermediate School 27». Обучение проходил в специальном коррекционном классе, где обучались дети с отклонениями в развитии. В этот период Джеральдс демонстрировал девиантное поведение и признаки психического расстройства. В частности он бросался на проезжую часть улиц под колеса автомобилей, преграждая им путь, пытался пробивать в различных местах двери своей головой и убеждал окружающих в умении летать, с целью демонстрации которого прыгал со вторых этажей зданий на тротуар, нанося себе травмы. В школьные годы на основании тестов у Хьюберта был выявлен порог коэффициента интеллекта в 59 баллов, что квалифицировалась как умственная отсталость в степени дебильности. Из-за хронической неуспеваемости Джеральдс бросил школу в возрасте 15 лет, после чего начал вести маргинальный образ жизни, увлекаться наркотическими средствами и алкогольными напитками. В течение нескольких последующих лет он зарабатывал на жизнь мелкими кражами и периодически работал поденщиком.
В 1990 году он был арестован на территории Нью-Йорка по обвинению  в совершении ограбления и был осужден, получив в качестве уголовного наказания 4 года лишения свободы. Отбыв в заключении 2 года, он получил условно-досрочное освобождение и вышел на свободу в июне 1992 года, после чего покинул территорию Нью-Йорка и переехал в Чикаго, где проживала его сестра. Однако вскоре после переезда он совершил кражу и был арестован. В ноябре 1992 года он был осужден, получив 5 лет лишения свободы, но вышел на свободу в 1994 году, снова получив условно-досрочное освобождение.

## Разоблачение
Хьюберт Джеральдс был арестован 18 июня 1995 года в своем доме по обвинению в убийстве 42-летней Мэри Блэкмэн, труп которой был обнаружен днем ранее сестрой Джеральдса в мусорном контейнере позади их дома. Сестра Джеральдса Анджела после ареста брата заявила полиции, что Хьюберт незадолго до исчезновения Блэкман, которая была его соседкой — был замечен с ней в подвале дома в ходе совместного употребления наркотических средств. Также она и ряд их соседей заявили, что после освобождения из тюрьмы Джеральдс, будучи в состоянии наркотического опьянения, был замечен в проявлении агрессивного поведения к женщинам.
После ареста Джеральдс во время допросов признался в совершении изнасилования и убийства 19-летней Ронды Кинг, чье тело было обнаружено 21 декабря 1994 года. Также 37-летней Доротеи Уизерс, тело которой было обнаружено на следующий день после обнаружения останков Ронды Кинг; 28-летней Джойс Уилсон, которая была задушена в марте 1995 года; 25-летней Миллисент Джонс, чье тело было найдено 12 июня 1995 года и Мэри Блэкмэн. Тела двух жертв были обнаружены в состоянии сильной степени разложения, на остальных в ходе расследования полицией были обнаружены следы семенной жидкости. ДНК-тестирование образца крови Хьюберта Джеральдса показало соответствие его профиля с профилем преступника, благодаря чему были подтверждены его признательные показания. На допросах Джеральдс заявил, что состоял в знакомстве со своими жертвами и убил их, будучи в состоянии наркотического опьянения после совместного употребления крэк-кокаина, используя технику удушения, которую он освоил на уроках самообороны во время проживания в Нью-Йорке.

## Суд
Судебный процесс открылся в конце октября 1997 года и продлился всего три недели.  Так как вина Джеральдса была доказана на основании результатов ДНК-экспертизы, его адвокаты призывали жюри присяжных заседателей проявить к нему снисхождение и приговорить его пожизненному лишению свободы без права на условно-досрочное освобождение. По их версии, вследствие умственной отсталости психофизическое развитие Джеральдса прошло с нарушениями, благодаря чему он не был способен к соблюдению моральных норм и нравственных установок. А будучи в состоянии аффекта, вызванным употреблением наркотиков, преступник стал проявлять повышенную импульсивность, выражающуюся в склонности действовать без достаточного сознательного контроля, под влиянием внешних обстоятельств, в силу эмоциональных переживаний или по причине сексуальных девиаций. Большую часть процесса Хьюберт Джеральдс пребывал в состоянии сонливости и никак не реагировал на происходящее. Однако на одном из последних судебных заседаний он неожиданно поведал суду о том, что в 1982 году, будучи 17-летним подростком, стал соучастником убийства, которое совершил один из его друзей, и помог ему избавиться от тела жертвы. Однако жюри в составе восьми женщин и четырех мужчин отклонило доводы команды его защитников и после трехчасового обсуждения вынесли вердикт о его виновности и рекомендовали ему уголовное наказание в виде смертной казни, на основании чего Хьюберт Джеральдс в ноябре 1997 года получил смертный приговор. После оглашения приговора представители прокуратуры округа Кук заявили о том, что ДНК Хьюберта Джеральдса была обнаружена на теле еще одной погибшей женщины

## Последующие события
Через 2 года, в ноябре 1999 года на основании результатов очередной ДНК-экспертизы, прокуратурой округа Кук была установлена причастность Хьюберта Джеральдса к совершению убийства еще одной женщины — 37-летней Лави Форд, которая была убита 7 июня 1995 года в районе Энглвуд. Тело Лави Форд было обнаружено через два дня после обнаружения трупа еще одной убитой женщины по имени Шерри Хант. По подозрению в их убийстве был арестован житель Чикаго — 30-летний Деррик Флуэллен, который после 36-часового допроса в полиции, признался в убийстве обеих женщин, заявив, что Шерри Хант он убил по причине кражи у него наркотических средств, а Лави Форд по причине того, что она стала свидетельницей убийства Хант. Флуэллен был осужден, но впоследствии настаивал на своей невиновности, заявляя о том, что признательные показания он дал, будучи под пытками. Лишь после того, как ДНК-экспертиза установила его невиновность в совершении преступлений, обвинения с Флуэллена были сняты и он вышел на свободу, проведя в результате судебной ошибки более 4 лет в тюремном заключении".
В конце января 2000 года после разоблачения другой Чикагский серийный убийца Андре Кроуфорд также признался в совершении убийства 19-летней  Ронды Кинг. Джеральдс, который был осужден за ее смерть, не отрицал факта знакомства с девушкой. Друзья и родственники убитой подтвердили эти сведения, заявив, что Кроуфорд и Джеральдс периодически встречались с Рондой Кинг..
Тем не менее, прокуратура округа Кук заявила о том, что будет добиваться отмены приговора Хьюберту Джеральдсу, и предъявила обвинение в совершении убийства Ронды Кинг — Андре Кроуфорду, заявив, несмотря на отсутствие изобличающих улик, его признательные показания были более убедительными, чем признание Джеральдса, и изобиловали подробностями, которые были известны только следствию. Адвокаты Джеральдса, в свою очередь, заявили, что их подзащитный сознался в убийстве в результате принуждения к признанию сотрудниками полиции с применением пыток, однако впоследствии подтверждения этому не нашлось.

## См.также
- Джон Бердж
- Андре Кроуфорд